# Robert Retschke
Robert Retschke es un ciclista alemán, nacido el 17 de diciembre de 1980 en Bernau bei Berlin, miembro del equipo P&S Metalltechnik.

## Palmarés
2003
- 1 etapa del Tour de Brandenburgo

2005
- Tour de Düren

2008
- 1 etapa del Rothaus Regio-Tour

2009
- Gran Premio de la Villa de Pérenchies
- Gran Premio de Marbriers